# كيلادا ديل كاماينو
بلدية كيلادا ديل كاماينو (بالإسبانية: Celada del Camino)‏, هي إحدى بلديات مقاطعة برغش, التي تقع في منطقة قشتالة وليون, والتي تقع في شمال غرب إسبانيا.
يبلغ عدد سكانها 97 نسمة وفقاً لإحصائية سنة (2002).